# させぼ五番街
させぼ五番街（させぼごばんがい）は、長崎県佐世保市に2013年（平成25年）11月29日に開業した大型複合商業施設である。

## 概要
開業時の基本理念は「つなぐ街・むすぶ街」。
名称は、地元の「三」ヶ町・「四」ヶ町商店街と佐世保駅とを繋ぐ「五」番街の意味で名づけられた。

## 開業までの経緯

### 前史
当地は、佐世保市が1986年（昭和61年）に策定し、国土交通省と共に整備を進めた佐世保港再開発事業「佐世保港ポートルネサンス21計画」の一角にある。
この「佐世保港ポートルネサンス21計画」は「佐世保駅周辺再開発」の中核事業ともなっており、2003年（平成15年）度までに基盤整備が行われた「佐世保駅周辺土地区画整理事業」を結ぶ場所に位置している。そのため、当地へ建設される施設は「佐世保港ポートルネサンス21計画」の中核施設の一つと位置づけられていた。
「佐世保港ポートルネサンス21計画」の開発計画について、2001年（平成13年）に佐世保市民に対して行われたアンケート調査では、在日米軍や海上自衛隊などの基地があるため市民が港へ近づける地区がほとんどないことから、「港の眺望を楽しめる公園などがあり、家族や友人とのんびり過ごせる場所」が1位となったものの、「おしゃれに、いろいろなショッピングを楽しめる場所」も上位に入った。
そのため、当地への大規模な商業施設の開業を警戒した地元の商店街や百貨店などは、2001年（平成13年）3月に共同で分譲地への大型商業施設誘致に反対する要望書を佐世保市に提出した。商店街側はこの際に、港の雰囲気が楽しめる屋台市場や大学の誘致など、既存商店街と競合せず集客に相乗効果が見込める施設を望んでいた。
しかし、地上3階建ての建物に内に店舗面積約23,000m2の商業施設を設ける計画を示したアパマンショップホールディングスが、2008年（平成20年）3月26日に事業者として選定された。この案は、他社の案より低層で店舗面積が狭いことから、景観や地元商店街への影響への配慮がなされていることが選定理由とされた。
この時点では、2009年（平成21年）3月に土地の引き渡しを行い、同年春頃に着工して2010年（平成22年）夏に開業予定とされていた。しかし選定と同年の秋に発生したリーマン・ショックの影響で、同社が事業計画の見直しを迫られ予約契約が結べない状況に陥ったことから、佐世保市が代わりに基本合意の締結を目指す方針に転換して同年12月10日に締結した。
その後、2009年（平成21年）12月の基本合意でのアパマンショップホールディングスの基本計画を作成期限を間近に控えた11月6日、佐世保市長が東京の同社本社を訪問して事業継続の意思を確認した際に、同社が経済情勢を理由に撤退する意向を伝えたため、計画は再び白紙に戻った。

### 計画の修正
アパマンショップホールディングスの撤退により、再開発事業の根本的な見直しを迫られることになった佐世保市は、施設の方向性も含めて計画の見直しを行うことになり、「三浦地区みなとまちづくり計画」として再度事業を進めることになった。
佐世保市内の13商店街でつくる佐世保市商店街連合会は、こうした佐世保市の動きを受け、2009年（平成21年）3月12日に大型商業施設の建設を回避するよう求める要望書を市長宛てに提出したが、再度行った公募で同年3月30日に地元でスーパーマーケット等を経営するエレナグループが事業者に選定された。
こうした反対を乗り越えての選定であったものの、計画が中心市街地の一角といえる場所にあることから「中心部の衰退につながり、買い物弱者の消費の場を奪う」という大義名分が経たないことから、徹底的な反対運動を起し難かった。そうした背景もあり、エレナグループの選定直後は反発は少なかった。
ところが、2012年（平成24年）10月29日に行われた佐世保市議会で、出店希望が相次いだことなどを理由に、店舗面積を当初計画の約16,000m2から約1.4倍の約22,000m2に拡大すると共に、駐車場の台数なども増やす計画変更が明らかになった。
そして、その計画変更を佐世保市が許可する方針を示したため、佐世保市商店街連合会は「事前協議もなしに計画が大幅に修正された」として同年11月27日に当初案に戻すよう求める要望書を朝長則男市長に提出し、佐世保市に計画の再審査などを求めた。しかし市は同年12月4日に「選定理由に沿った計画」であるとして再審査しないとの回答書を佐世保市商店街連合会に提出した。
そのため、エレナグループと地元の商店街などが対立したまま、2013年（平成25年）2月21日に起工式を行って着工する形となった。

### 商店街との連携
先述の計画規模拡大に伴う再審査の要望を却下した際に、佐世保市は「既存商店街への影響はないとは言えない」として、事業者であるエレナグループと地元の商店街などとの連携強化が必要との認識を示していた。
そのためエレナグループや佐世保市は、佐世保商工会議所と三ケ町と四ケ町の両商店街が参加する五者協議会の設立準備会を2013年（平成25年）6月5日に開催して連携を模索することになり、官民合わせた8団体が参加して同月に「SASEBOまち元気協議会」を設立した。
同協議会は、巡回バスの運行や駐車場の共同利用など10事業を民間で実施するとともに、商店街と当施設や佐世保駅を結ぶ歩道橋の新設や、松浦鉄道西九州線の新駅設置を佐世保市が行うことなどを含めた約30の事業案からなる中間報告書を、同年10月22日に佐世保市に提出した。
しかし、当施設は商店街のアーケードから約500m離れており、買い物客が楽に歩いて行き来できる距離ではないことから、「買い物客を根こそぎ持っていかれるのではないか」という商店街の衰退への懸念は、開業が近づいても高まることになった。
なお、開発母体であるエレナグループ側は、当施設の基本理念として「つなぐ街・むすぶ街」を三ヶ町と四ヶ町の両商店街との連携を目指すとし、商圏を拡大することで商店街にも相乗効果をもたらすことが可能としていた。
実際に若者らの間では、地元に「買い物する店がない」として約10%が福岡市まで服飾関係の商品を買い物に行く状況にあり、佐世保市民全体でも地元で買い物をする割合が約75.4%まで落ち込んでおり、かつては市外からも買い物客を集めていた集客力が低下しているとの指摘がなされていた。
そうした状況を背景に、店舗構成の魅力で地元への回帰を促すと同時に、佐世保市街からの集客を図ることを目指すとしており、若い世代を中心に出店を期待する意見も多かった。

### 開業とその影響

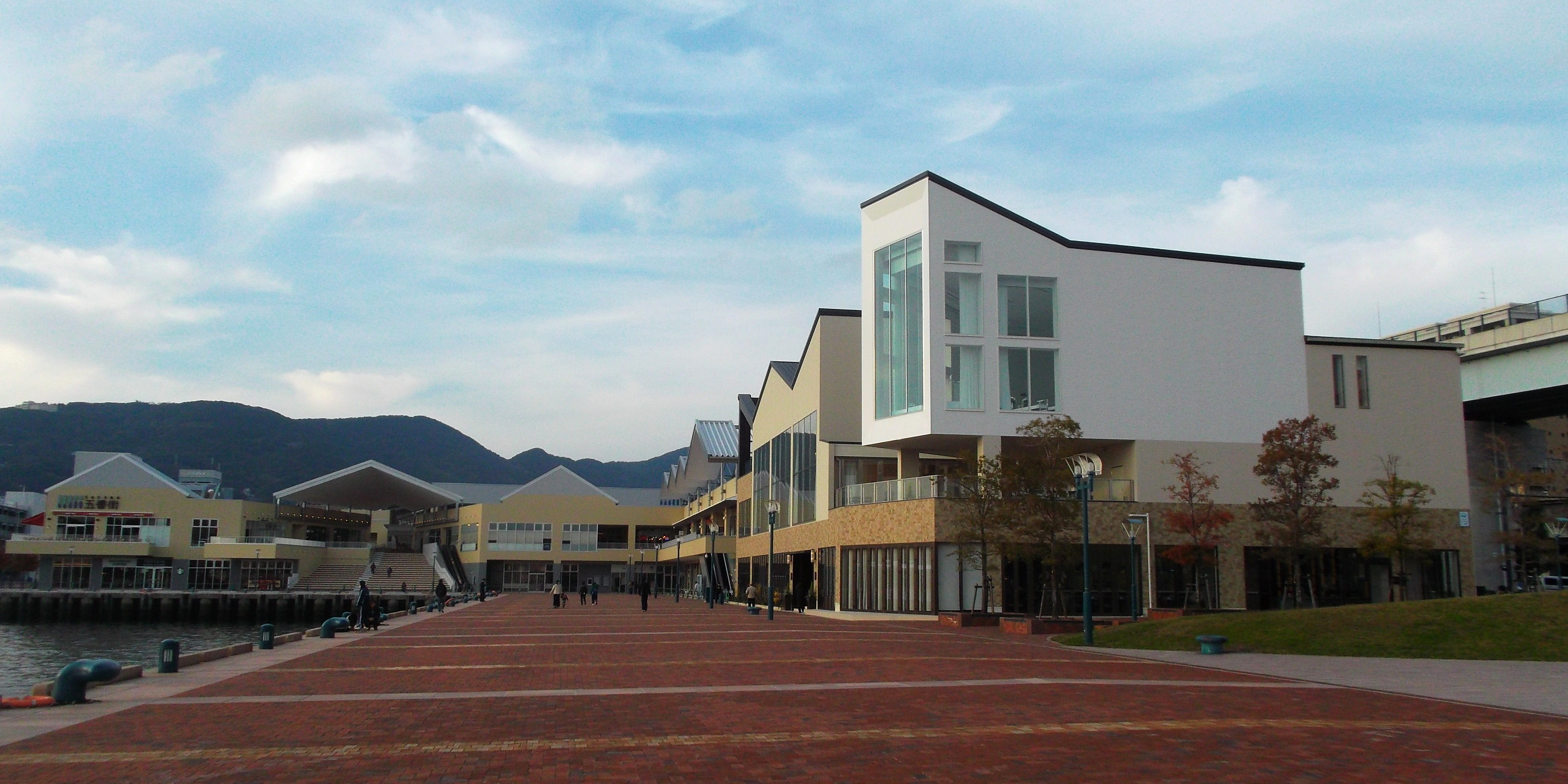
佐世保駅みなと口側から眺めた開業直前のさせぼ五番街（2013年11月23日）

2013年（平成25年）11月29日に式典を行って正式に開業し、全店舗が営業を開始した。ただし、同月15日に結婚式場「ハーバーテラスSASEBO迎賓館」が開業し、正式開業前日の27日には全83店のうち82店が営業を開始するなど、ほとんどは先行開業している。
開業直後の約1か月間で見ると、当施設の売上高が1日当たり約2,500万円強と想定を上回り、佐世保駅では開業以降の利用者数が前年同期比約20%増えるなど、大きな集客効果を発揮した。そのため、当施設周辺での渋滞を避けた買い物客などが商店街近辺に駐車することで商店街にも買い物客が回遊し、商店街の通行者数は大きく変化せずに済んだ。
こうした状況から、中高年のなじみ客主体の商店街と若者中心の当施設の間で住み分けが可能との見方もされた。しかし、人通りがほとんど変化しなかったとされる開業直後の約1か月間にも商店街の売り上げは減少したとされている。
また、2014年（平成26年）1月30日から2月2日にかけて行われた来店客へのアンケート調査では、当施設の来店客のうち約40.3%が商店街などの他の施設に立ち寄らず、四ケ町商店街の来店客のうち約51.3%は他の施設に立ち寄らない上、立ち寄る客の中でも当施設への割合は約20%で全体の約10%に留まるなど、当施設と商店街との間の来店客の回遊性が低いことが明らかになった。
なお、当施設の開業に伴う佐世保駅の乗降客数の増加の影響で、減少傾向にあった乗客が増加に転じるなどしたため、松浦鉄道が4期ぶりに黒字転換するといった効果も生じている。

### 佐世保市における郊外型大型店の出店と規制
佐世保市の中心市街地の商店街から約7km離れた佐世保市大塔町に、1997年（平成9年）10月9日に当時西九州で最大とされた80店の専門店が出店するジャスコシティ大塔（現・イオン大塔ショッピングセンター）が開業した。その際に対抗するため、同店の開業同日に商店街に掲げるのぼりなどを統一して刷新し、四ヶ町商店街と三ヶ町商店街を合わせて「さるくシティ4○3（よんまるさん）」を名乗るなど、郊外型大型店との競争は当地でも生じていた。
しかし、2004年（平成16年）6月の佐世保市議会で明らかになった、イオンが佐世保市北部の相浦地域に2007年（平成19年）7月に、約200,000m2の敷地面積に店舗面積約65,000m2の大型商業施設を開業する計画は、2006年（平成18年）2月23日に佐世保市長が出店予定地の農業用地指定を解除しないことを発表して実現が不可能になった。
だが、その後も長崎県佐世保市白岳町の佐世保重工業旧白岳鉄構工場跡地に、2012年（平成24年）11月30日にイオン佐世保白岳ショッピングセンターが開店するなど、郊外への大型店の進出は続いている。

## 沿革
- 1986年（昭和61年） - 佐世保市が「佐世保港ポートルネサンス21計画」を策定[7]。
- 2001年（平成13年）
  - 「佐世保港ポートルネサンス21計画」の開発計画について佐世保市民にアンケート調査を実施[8]。
  - 3月 - 地元の商店街や百貨店などが共同で分譲地への大型商業施設誘致に反対する要望書を佐世保市に提出[8]。
- 2002年（平成14年）3月30日 - 埋め立てを完了[4]。
- 2008年（平成20年）
  - 3月26日 - アパマンショップホールディングスを事業者として選定[10]。
  - 12月10日 - アパマンショップホールディングスと予約契約の代わりとして基本合意の締結を締結[9]。
- 2009年（平成21年）
  - 3月 - 当初のアパマンショップホールディングスに土地の引き渡しを予定（未実現）[9]。
  - 春頃 - アパマンショップホールディングスの商業施設の着工予定（未実現）[10]。
  - 11月6日 - アパマンショップホールディングスが経済情勢を理由に佐世保市長に撤退を表明し、計画を撤回[11]。
  - 12月 - 基本合意でのアパマンショップホールディングスの基本計画を作成期限[9]。
- 2010年（平成22年）
  - 6月 - 延期後のアパマンショップホールディングスに土地の引き渡しを予定（未実現）[9]。
  - 夏 - 当初のアパマンショップホールディングスの商業施設の開業予定（未実現）[10]。
- 2012年（平成24年）
  - 3月12日 - 佐世保市商店街連合会が大型商業施設の建設を回避するよう求める要望書を市長宛てに提出[14]。
  - 3月30日 - エレナグループを新たな事業者として選定[12]。
  - 10月2日 - エレナグループ、佐世保市に基本計画書を提出。
  - 10月29日 - 佐世保市議会で店舗面積を当初計画の約16,000m2から約1.4倍の約22,000m2に拡大する計画変更が明らかになる[17]。
  - 11月27日 - 佐世保市商店街連合会が当初案に戻すよう求める要望書を朝長則男市長に提出して[13]計画の再審査などを要望[18]。
  - 12月4日 - 再審査しないとの回答書を佐世保市商店街連合会に提出[18]。
- 2013年（平成25年）
  - 1月26日 - 佐世保市とエレナグループが事業用定期借地権設定契約を締結。
  - 2月21日 - 起工式を行って着工[16]。
  - 6月5日 - 五者協議会の設立準備会を開催[19]。
  - 6月 - 「SASEBOまち元気協議会」を設立[21]。
  - 10月22日 - 「SASEBOまち元気協議会」が約30の事業案からなる中間報告書を佐世保市に提出[21]。
  - 8月1日 - 施設名称を正式に「させぼ五番街」に決定、ロゴと合わせ発表。
  - 9月4日 - 開業時の出店予定店舗等の概要を発表[6]。
  - 9月20日 - 開業時の出店予定店舗の全店舗を公開。
  - 11月5日 - グランドオープン日を公表。
  - 11月15日 - 「ハーバーテラスSASEBO迎賓館」が先行開業[24]。
  - 11月27日 - 全83店のうち82店が先行開業[25]。
  - 11月29日 - 正式開業し、全店舗が営業開始[1][2]。
- 2014年（平成26年）
  - 1月30日から2月2日 - 「SASEBOまち元気協議会」が他の商業施設への回遊度合いを調べる来店客へのアンケート調査を実施[20]。
  - 11月 - 有限会社中村商事（エレナグループ）と株式会社エポスカード（丸井グループ傘下のクレジットカード会社）との協同により、エポスカードVISAのコラボレーションクレジットカード「させぼ五番街エポスカード」の発行を開始[33]。カード発行開始に伴い「プロムナード 東ゾーン」1階に店頭窓口のエポスカードセンターが設置される。

## 施設と主なテナント
佐世保駅と佐世保港に面しており、30年間の定期借地権付きの市有地に建設されたクリーム色の外観の鉄骨一部3階建てで、開業時点での店舗面積は約22,000m2であった。開業時の投資額は約50億円で、施設全体として約1,000人の雇用を創出し、初年度の売り上げは約94億円を見込んでいる。
JLLモールマネジメント（当時、現：JLLリテールマネジメント）がプロパティマネジメントサポートとして参画し、事業者の有限会社中村商事（エレナグループ）と共同運営する形で、施設の管理運営をサポートしている。建築デザインは丹青社が手掛け、JLLリテールマネジメントが前身の丹青モールマネジメント（丹青社グループ）時代に連携して開発に参画した。
核店舗は、開発母体のエレナグループが運営するスーパーマーケット「エレナ」で、1階に入居している。
開業時には、2階が衣料品や雑貨店などの服飾関係、3階が玩具・ベビー用品関係を中心とする店舗構成として全体で83店舗が出店し、飲食店はそのうち12店舗であった。
開業時の主なテナントとして、衣料品ではユニクロの低価格衣料品店「GU」（約800m2）、紳士服中心の衣料品店「AOKI」、雑貨では西鉄グループが運営する「インキューブ」や「無印良品」、書籍と共に雑貨も扱う「ヴィレッジヴァンガード」、眼鏡店「JiNS」など、玩具・ベビー用品の「トイザらス・ベビーザらス」が出店していた。
開発母体のエレナグループは店舗構成について「魅力あるブランドが佐世保に少なかったのが原因」で福岡市などの市外への消費流出が生じていると見ていたため、長崎県内初出店のテナントを多めにしている。なお、開業時のテナントで長崎県内初出店の店舗数については、長崎新聞が21店舗、読売新聞が20店舗、毎日新聞が15店舗としており、初出店の判断が分かれている。
また、開発母体のエレナグループが結婚式場の誘致にも意欲的であったことから、競合して当地区の開発計画に応募して落選していたアイ・ケイ・ケイが、結婚式場の「ハーバーテラスSASEBO迎賓館」を出店した。

## 交通アクセス
- JR佐世保線 佐世保駅みなと口より徒歩で約1分。
- 長崎県道11号線沿い。